# トロムソ大学
トロムソ大学（トロムソだいがく、ノルウェー語: Universitetet i Tromsø, UiT）はノルウェー北部の都市トロムソにある国立大学である。ノルウェーに7つある大学の1つであり、ノルウェー北部地方随一の教育研究機関である。その立地から、この地域の自然環境、文化、社会に関する学問に焦点を当てており、北極圏研究の国際的な拠点のひとつとなっている。

## 歴史

### トロムソ大学
トロムソに大学を設置する構想は、遡れば1918年、この地域に充分な医者と牧師を養成することを目的とした、ヌールラン県出身の政治家・実業家Hans A. Meyerに至る。トロムソでは、トロムソ博物館（1872年）やオーロラ観測所（1928年）が科学研究の先鞭を付けており、それがこの大学の基盤となった。
1962年、ノルウェー北部地方に大学を設立することが議題になり、ナルヴィクかトロムソが候補となった。1968年3月28日、議会はトロムソ大学の設立を議決した。この年、オスロ大学がトロムソで哲学史・科学史・方法論などを教え、これがトロムソでの高等教育のはしりとなる。1969年、Peter F. Hjort 率いる暫定委員会が発足、1972年オーラヴ5世がトロムソ大聖堂で開学式を行い、この最初の年に Fiskerikandidat（水産学修士に相当）課程が、翌年には医学課程がはじまった。
当初はトロムソ市街に本部や教室があったが、1978年にブライヴィカ(Breivika) のキャンパスに最初の校舎が落成した。その後10年間で続々と校舎がたち、2005年にテオリーファーグビギャ( Teorifagbygget、社会科学棟）が落成することにより計画は完了した。

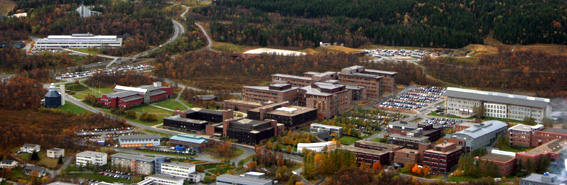
Breivikaキャンパスの航空写真

2007年にトロムソ・ユニバーシティカレッジとの統合を教育省に打診、2008年9月26日に承認され、2009年1月1日に統合された。

### トロムソ・ユニバーシティカレッジ
ノルウェー政府の国立カレッジ改革により、1994年8月1日にトロムソにあった以下の4つの国立カレッジが統合して、トロムソ・ユニバーシティカレッジ (Høgskolen i Tromsø) ができた。
トロムソ保健大学校 (Tromsø helsefaghøgskole) は1940年赤十字北ノルウェー看護学校 (Røde Kors Sykepleierskole for Nord Norge) として設立され、1986年に国立に移管され改称した。1991年、トロムソ放射線技師学校とトロムソ生物工学学校とを統合し、看護、助産、精神保健、老人介護、衛生教育、放射線造影、臨床検査、理学療法、作業療法などを教えるカレッジになった。
トロムソ海事大学校 (Tromsø maritime høgskole) は1981年にトロムス県立トロムソ海事高等学校に設立され、1988年に国立に移管された。航海科学や船舶工学を教えるカレッジであった。
北ノルウェー音楽院 (Nord-norsk Musikkonservatorium) は1971年にトロムソ音楽アカデミーとして設立され1975年に改称、1980年に国立に移管された。
トロムソ教育大学校 (Tromsø lærerhøgskole) は、1826年にハーシュタに設立され1848年にトロムソに移転した教員養成学校だった。
以上4つのカレッジが統合して学生3000名と職員300名からなるユニバーシティカレッジになった。

## キャンパス
メインキャンパスは Breivika である。
トロムソ・ユニバーシティカレッジから移行した学部学科のうち、保健看護学科は従前からBreivikaキャンパス内（医学看護学棟）に存在していたが、他の学部学科はトロムソ市街南部に散在する前身学校の所在地にある。
芸術学部：Krognessveien 33
トロムソ大学ビジネススクール：Strandveien 8
教育学科：Mellomveien 110

## 組織

### 学部

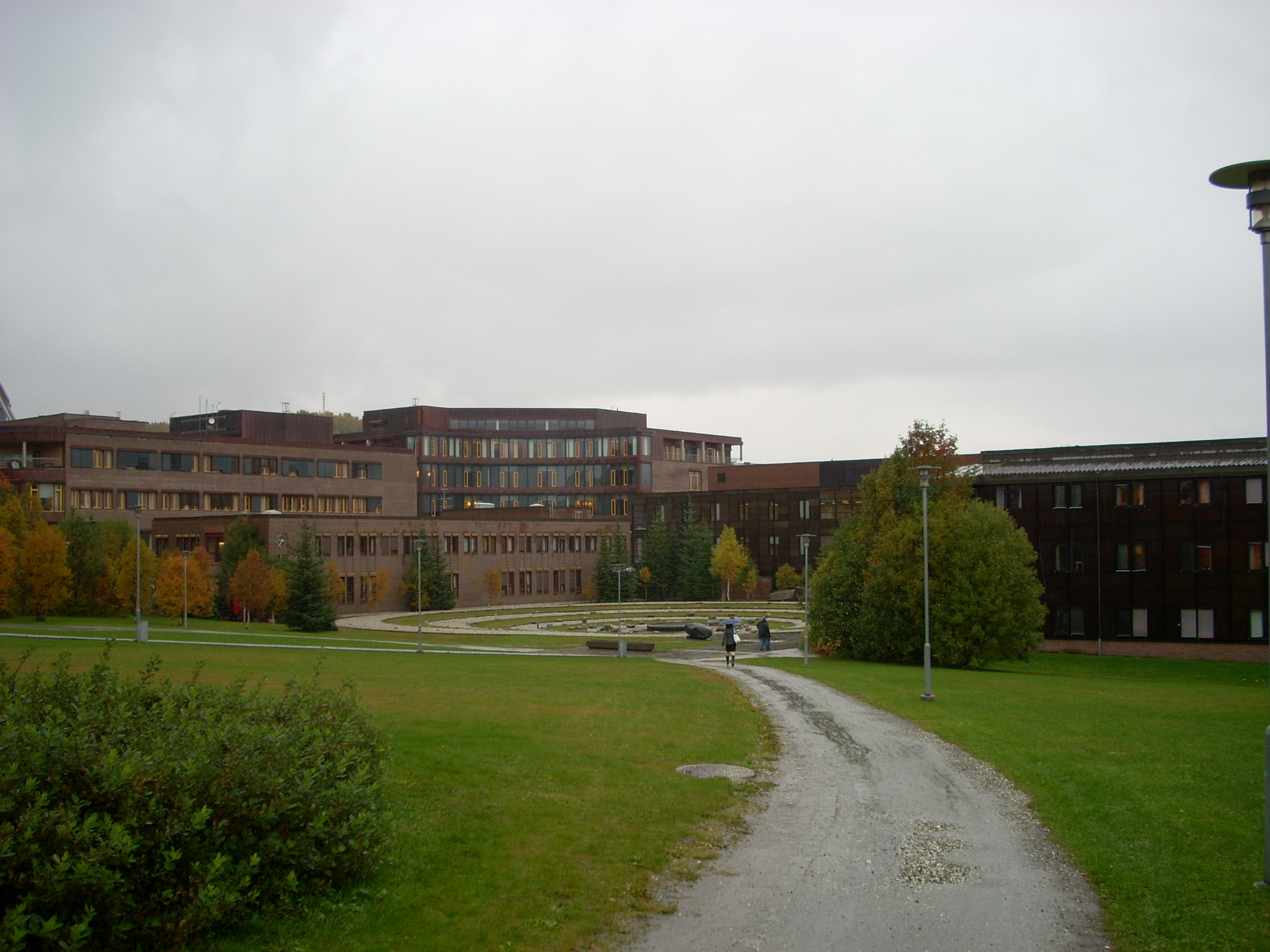
人文科学地区

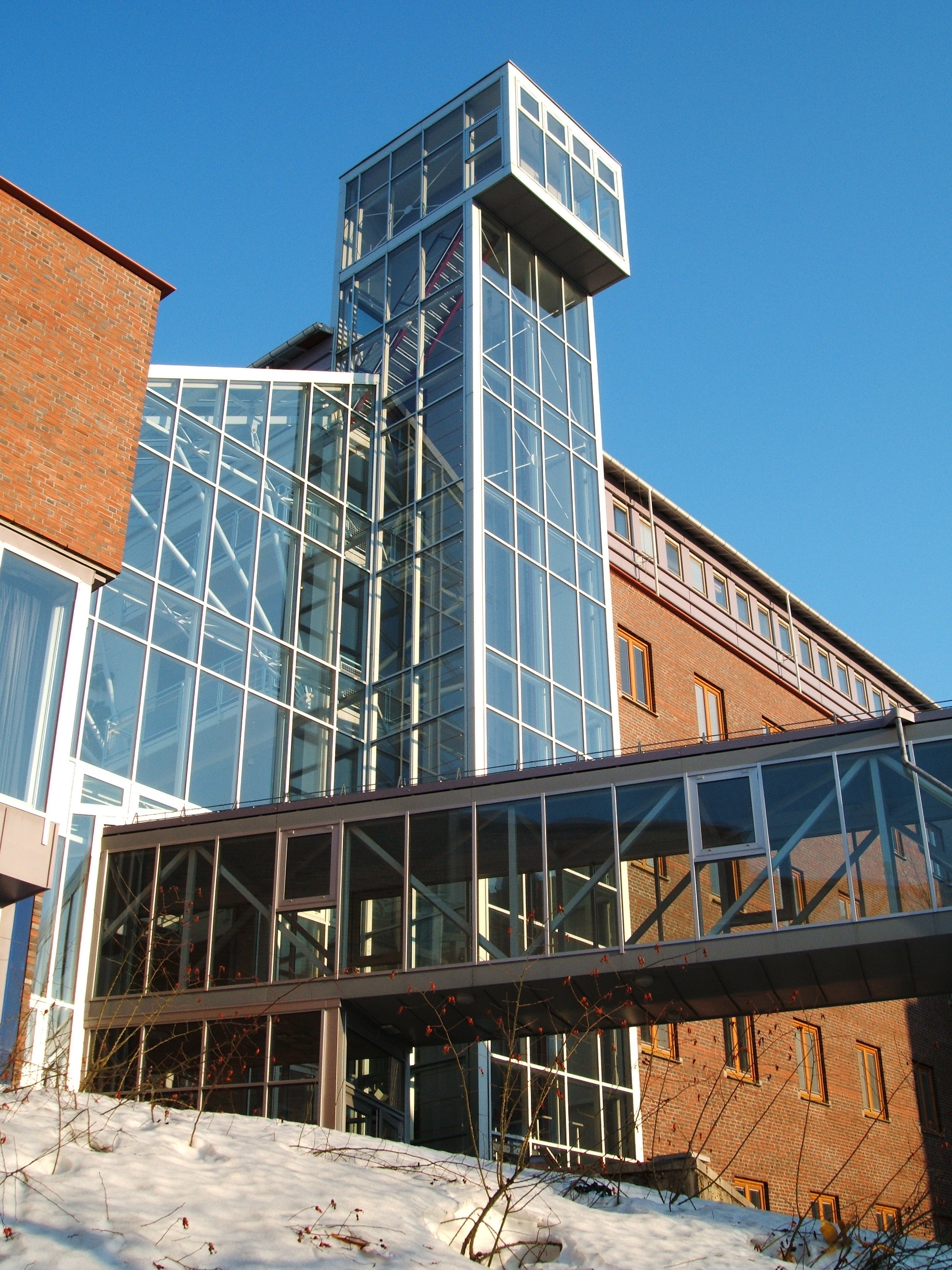
MH-bygget(医学保健学棟)

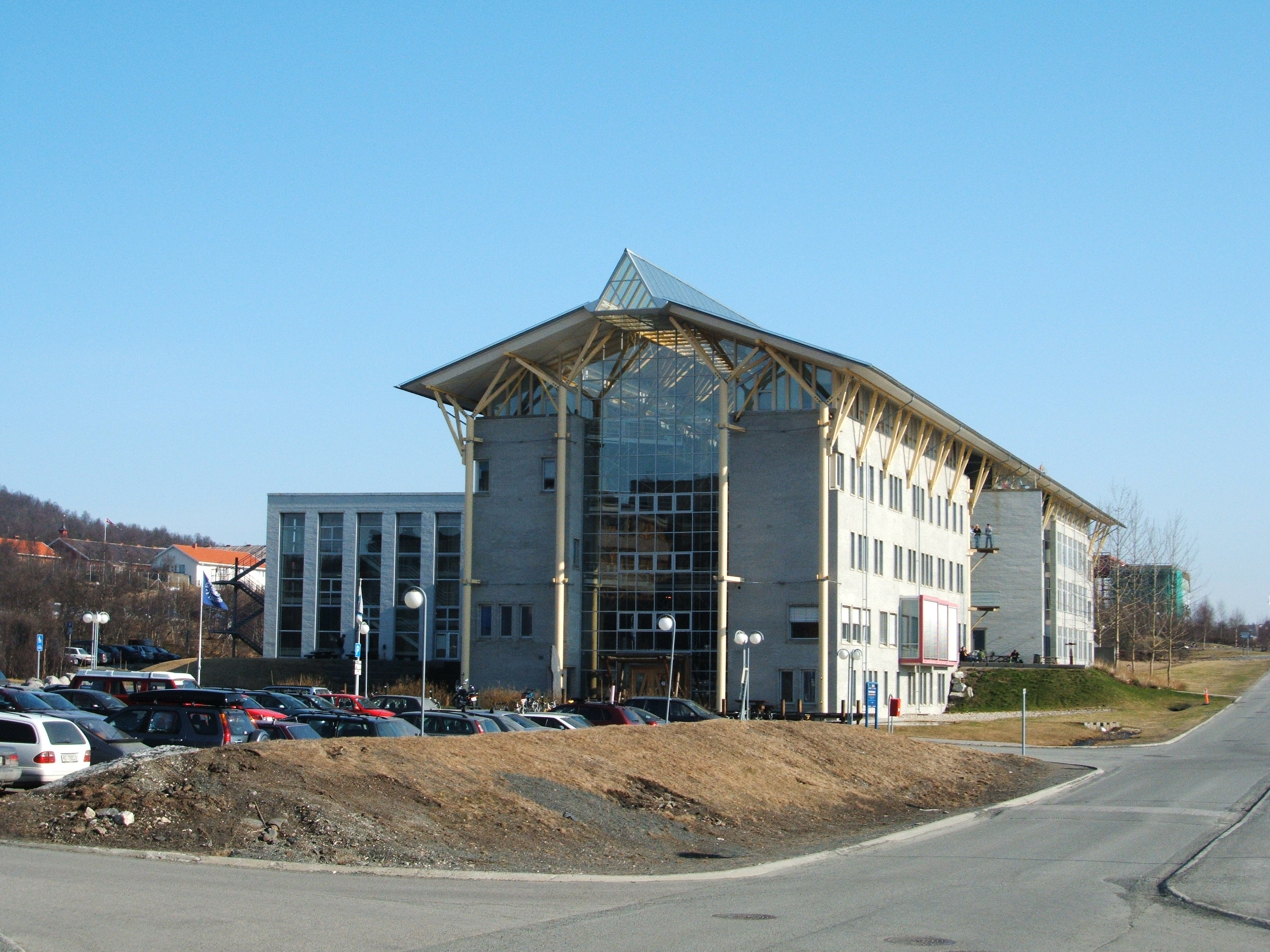
船を上下逆にしたようなデザインのノルウェー水産大学校(1994年竣工)

トロムソ大学は1970年代の社会科学の「黄金時代」に設立されたため、考古学・史学・哲学が人文科学ではなく社会科学になっているなど、他大学とは少し違った組み合わせになっている学部学科があった。
1997年に改組が行われたあと、2009年のトロムソ・ユニバーシティカレッジとの統合で再び改組が行われた。
- 健康科学部
医学生物学科・臨床医学科・地域医療学科・薬学科・臨床歯学科・心理学科・保健看護学科
- 法学部
- 芸術学部
美術創作学科・音楽舞踏演劇学科
- 生物学水産学経済学部
北極海洋生物学科・ノルウェー水産大学校・トロムソ大学ビジネススクール
- 人文社会科学教育学部
言語学科・文学科・哲学科・史学宗教学科・社会学政治学社会計画学科・考古学社会人類学科・教育学科
- 理工学部
物理学工学科・地理学科・計算機科学科・化学科・数学統計学科・工学安全学科

医療関連の教育研究は北ノルウェー大学病院 (Universitetssykehuset i Nord-Norge, UNN) と連携している。ノルウェー水産大学校(Norges Fiskerihøgskole)は組織上はトロムソ大学の1学科として位置づけられているが、学長や校章などで一定の独立性を持っている。

### 研究センター

#### 本部附属
- サーミ研究センター
- 女性研究センター (KVINNFORSK)

#### その他
- 平和研究センター (CPS)
- 理論言語学先端研究センター (CASTL)
- 理論計算化学センター (CTCC)
- 国立補助代替医療研究センター (NAFKAM)
- 国立僻地医療研究センター (NSDM)
- ノルウェー構造生物学センター (NorStruct)
- 海洋資源管理センター (MaReMa)
- 生涯教育センター (U-VETT)

2つの高度研究拠点 (COE) 、理論言語学先端研究センター (Center for Advanced Theoretical Linguistics, CASTL) と、理論計算化学センター (Center of Theoretical and Computational Chemistry) がある。

## 研究上の特色
その立地から、この地域の自然環境、文化、社会に関する諸分野に特色がある。
- 理論言語学
理論言語学先端研究センターは世界第一線の研究者がおり、高度研究拠点 (COE) となっている。
- 地域医療
- 水産学
水産大学校は優れた研究環境であり、水産生物専門官（冷血動物の獣医に相当）を養成し、水産従事者を訓練する場である。
- 北極圏研究
同じくトロムソにあるノルウェー北極研究所とともに北極海生態学や北極史の世界的専門家がいる。
- サーミ語・クヴェン語およびその文学
- オーロラ研究・衛星観測
衛星観測や遠隔観測。北にあるため衛星信号の感度が良い。また EISCAT のレーダーはトロムソ近郊にあり観測所は理学部に属している。
- 遠隔医療
国立遠隔医療センターがある。

## 学生生活
学生自治は学期ごとの自治会費をもとにトロムソ学生議会によって行われる。以下のような活動に当てられている。
- 体育会
25以上のスポーツ・運動系のクラブが組織されている
- 学生新聞 Utropia
- 学生会議
- 学生協会が運営するイベントホール driv
- 学生放送 Hurradio

## 名誉博士
- スティーブン・ピンカー（アメリカ合衆国・2008）
- ダライ・ラマ14世（チベット・2001）
- モルデハイ・ヴァヌヌ（イスラエル・2000）
- サルマン・ラシュディ（イギリス・1998）
- ミハイル・ゴルバチョフ（ロシア・1998）
- リゴベルタ・メンチュウ（グアテマラ・1996）
- デズモンド・ムピロ・ツツ（南アフリカ・1994）

ほか23名。